# Помпеи (фильм)
«Помпе́и» (англ. Pompeii) — историко-приключенческий фильм-катастрофа режиссёра Пола У. С. Андерсона. В главных ролях Кит Харингтон, Эмили Браунинг, Кифер Сазерленд, Джаред Харрис, Керри-Энн Мосс, Адевале Акиннуойе-Агбадже и Джессика Лукас. Премьера в США состоялась 19 февраля 2014 года, в России — 20 февраля 2014.

## Сюжет
Действие фильма начинается в 62 г. н. э. Римляне под предводительством сенатора Корва жестоко подавляют мятеж кельтов в Британии, убив вождя кочевого племени и его жену. Выжить удаётся только их сыну Майло, который вскоре попадает в руки римлян.
Проходит 17 лет новый рабовладелец видит его победу на арене амфитеатра в Лондинии и переправляет Майло в Помпеи для участия в гладиаторских боях. По дороге происходит знакомство с девушкой по имени Кассия — дочерью богатого горожанина Севера и его жены Аврелии, которая уехала из Рима, спасаясь от домогательств сенатора Корва. Кассия становится свидетелем того, как Майло сворачивает шею упавшему коню из её повозки, уже обречённому на смерть, после чего между молодыми людьми вспыхивает чувство.
Майло попадает в подвальные помещения местного амфитеатра, где держат гладиаторов. После потасовки с одним из них, Майло знакомится с Аттикусом. Аттикус родом из Нубии, он является чемпионом гладиаторских боёв и римляне пообещали ему свободу. На тренировке гладиаторов хозяин Майло устраивает поединок между ним и Аттикусом, который заканчивается вничью из-за вмешательства одного из гладиаторов.
Тем временем в Помпеи прибывает римский сенатор Корв вместе со своим помощником Прокулом. Отец Кассии Северус и его жена Аврелия встречаются с сенатором и приглашают его к себе. Вечером Северус устраивает у себя на вилле праздничный пир, на который работорговец приводит Майло и Аттикуса. Во время пира личный конь Кассии выходит из-под контроля во время очередных залпов Везувия. Девушка просит Майло успокоить лошадь, неожиданно они садятся на коня и уезжают из виллы, но возвращаются из-за начавшейся погони. Майло приговаривают к избиению плетью.
Утром на арене амфитеатра устраивают постановочный бой в виде сцены подавления римлянами восстания кельтов. При помощи Аттикуса, Майло убивает переодетых римскими воинами гладиаторов и ломает римский штандарт, а его обломок в виде копья бросает в сенатора Корва. Последний отдаёт своим людям приказ убить Майло, однако Кассия спасает гладиатора и получает поддержку со стороны зрителей. За то, чтобы Майло сохранили жизнь, Кассия соглашается стать женой сенатора. Он приказывает запереть девушку на вилле и посылает на арену своего помощника Прокула. Тот вступает в поединок с Майло. Во время боя просыпается Везувий, арена рушится, небо закрывает чёрный вулканический пепел.
Во время крушения амфитеатра обломками придавливает родителей Кассии. Аврелия просит своего мужа убить жестокого сенатора, однако Корв убивает Северуса и пытается со своими людьми добраться до гавани, но эта попытка заканчивается неудачей из-за страшной давки в погибающем городе. Тем временем Майло и Аттикус выбегают на арену, где умирающая Аврелия просит Майло спасти запертую на вилле Кассию. Он бежит на виллу и спасает девушку, а его друг Аттикус вместе с горожанами бежит к городской гавани. Однако, падение в море вулканических валунов вызывает чудовищное цунами, затопляющее часть города. Толпа, убегающая от цунами, разъединяет маленькую девочку и её мать. Аттикус спасает малышку и передаёт её матери. Аттикус встречается с Майло и Кассией, и они бегут на арену с целью нахождения в подвале лошадей и бегства из Помпеев.
Пока Аттикус и Майло ищут лошадей, Прокул пленяет Кассию и передает её сенатору Корву, который садится на колесницу и пытается уехать из погибающего города. Майло и Аттикус решают разделиться. Майло садится на коня и догоняет сенатора, а Аттикус вступает в бой с Прокулом. Последний смертельно ранит гладиатора, но Аттикусу все же удается убить Прокула. Одновременно Майло догоняет Корва и они устраивают поединок посреди уничтожаемого города. Гладиатор ранит сенатора, а Кассия приковывает его к колеснице. Майло напоминает Корву о событиях 62 г. и, бросая его на произвол судьбы, вместе с Кассией уезжает из Помпеев. Однако, они не успевают отъехать далеко от города — их скидывает с лошади при падении очередного вулканического валуна. Фильм заканчивается тем, что Везувий полностью уничтожает Помпеи, а влюбленные Майло и Кассия погибают в поцелуе(их останки становится эмблемой вечной любви).

## В ролях
В фильме задействовано свыше 30 актёров, не считая актёров массовки.
| Актёр                                 | Роль                             |
| ------------------------------------- | -------------------------------- |
| Кит Харингтон                         | Милон (Milo)                     |
| Эмили Браунинг                        | Кассия (Cassia)                  |
| Кифер Сазерленд                       | сенатор Корв (Corvus)            |
| Джаред Харрис                         | Север (Severus)                  |
| Керри-Энн Мосс                        | Аврелия (Aurelia)                |
| Адевале Акиннуойе-Агбадже             | Аттик (Atticus)                  |
| Джессика Лукас                        | Ариадна (Ariadne)                |
| Пас Вега                              | Стригана (Strigana)              |
| Саша Ройз                             | Прокул (Proculus)                |
| Карри Грэм                            | Беллатор (Bellator)              |
| Джо Пинг (англ. Joe Pingue)           | Грек (Graecus)                   |
| Далмар Абузеид (англ. Dalmar Abuzeid) | Фелик (Felix)                    |
| Джанин Терио (англ. Janine Theriault) | жена богача (Rich Wife)          |
| Бен Льюис (англ. Ben Lewis (actor))   | Фульвий Фронтон (Fulvius Fronto) |
| Ален Мусси                            | кельтский гладиатор              |

## Съёмки
Съёмки фильма проходили на киностудии Cinespace Film Studios в Торонто и Помпеях.